# Динамо (стадион, Москва)
Вижте пояснителната страница за други значения на Динамо.
Стадион Динамо е стадион, намиращ се в Москва. На него Динамо Москва играят домакинските си мачове. Стадионът е открит през 1928 година. На олимпийските игри през 1980 на него са се играли мачовете от турнира по футбол. На входа на северната трибуна има паметник на Лев Яшин. Последният мач, провел се на стадиона е на 22 ноември 2008 година. От началото на 2009 стадион Динамо е в реконструкция. Очаква се до 2018 година, когато е световното в Русия, стадионът да има капацитет 45 000 зрители.
Очаква се новият стадион „Динамо“ да бъде открит през 2017 г. и да носи името на легендарния Лев Яшин.